# Барон Бассет из Сапкота
Барон Бассет из Сапкота (англ. Baron Basset of Sapcote, англ. Baron Basset de Sapcote) — дворянский титул в системе пэрства Англии, существовавший в 1264—1265 и 1371—1378 годах.
Существовали также титулы барон Бассет из Дрейтона, барон Бассет из Уэлдона и барон Бассет из Страттона.

## История
Впервые титул был введён в 24 декабря 1264 года, когда Ральф Бассет из Сапкота (ок. 1220 — ок. 1279), один из лидеров Второй баронской войны, был вызван Симоном де Монфором в английский парламент как барон Бассет из Сапкота. Неизвестно, участвовал ли он в битве при Ившеме. В июле 1266 года он получил королевское помилование, но его владения были конфискованы и были переданы Джону де Вердону. В сентябре 1267 года владения были возвращены Ральфу под обязательство выплаты 1000 марок в течение 2 лет. Его баронский титул признан не был, сын и внук никогда в парламент не вызывались. Только его праправнук, Ральф Бассет (ум. 17 июля 1378) 8 января 1371 года был призван в парламент как барон Бассет, но в 1378 году он умер, не оставив сыновей, после чего ветвь угасла.

## Бароны Бассет из Сапкота
- Ральф Бассет из Сапкота (ок. 1220 — ок. 1279), 1-й барон Бассет из Сапкота (де-юре) в 1264—1265[2][3].
- Симон Бассет из Сапкота (ум. 1295), 2-й барон Бассет из Сапкота (де-юре), сын предыдущего[2];
- Ральф Бассет из Сапкота (ум. 1322), 3-й барон Бассет из Сапкота (де-юре), сын предыдущего[2];
- Симон Бассет из Сапкота (ум. 1328), 4-й барон Бассет из Сапкота (де-юре), сын предыдущего[2];
- Ральф Бассет из Сапкота (ум. 17 июля 1378), 1/5-й барон Бассет из Сапкота с 1371, сын предыдущего[К 1][2].